# Tilișcă
Tilișca, Circaea lutetiana L. este o plantă erbacee din familia Onagraceae, cu rizomul târâtor (repent), tulpina erectă, acoperită cu peri moi, mai cu samă în partea superioară; frunzele glabre, ovale, la bază câteodată, ușor cordiforme și denticulate ; florile rozee, mai târziu albe, dispuse în raceme erecte, terminale, caliciul caduc, cu 2 diviziuni, corola cu 2 petale bilobate, de lungimea caliciului; fructul uscat, este oboval, acoperit de lungi peri încârligați. Crește prin păduri umede și umbroase. Iunie - August